# Brionska deklaracija
Brionska deklaracija je dokument, podpisan 7. julija 1991 med Slovenijo in SFRJ pod političnim pokroviteljstvom Evropske unije, s katerim so bile ustavljene sovražnosti na ozemlju Slovenije, ki je za dobo treh mesecev zamrznila osamosvojitvene aktivnosti.

## Okoliščine
Delegacija Evropske unije, ki so jo sestavljali zunanji ministri Nizozemske Hans van den Broek, Luksemburga Jacques Poos in Portugalske João de Deus Pinheiro, se je na Brionih sestala s slovensko, hrvaško in jugoslovansko zvezno delegacijo. 
V jugoslovanski delegaciji so bili predsednik vlade Ante Marković, notranji minister Petar Gračanin, zunanji minister Budimir Lončar in pomočnik obrambnega ministra Stane Brovet ter člani predsedstva SFRJ (brez predstavnikov srbskih pokrajin), med njimi tudi dr. Borisav Jović. Hrvaško je zastopal dr. Franjo Tuđman, iz Slovenije pa so se sestanka udeležili predsednik predsedstva Milan Kučan, premier Lojze Peterle, zunanji minister dr. Dimitrij Rupel, slovenski predstavnik v jugoslovanskem predsedstvu dr. Janez Drnovšek in predsednik slovenske skupščine dr. France Bučar. 
Po pogajanjih, ki so trajala celih petnajst ur, so sprejeli skupno deklaracijo: 

7. julija 1991 
Na povabilo jugoslovanske vlade se je dne 7.7.1991 ministrska trojka Evropske skupnosti na Brionih sestala s predstavniki vseh strani, ki so neposredno vpletene v jugoslovansko krizo. 
Cilj misije treh ministrov je bil, da bi ustvarili ustrezne možnosti za mirna pogajanja med vsemi stranmi. Vse vpletene strani so vzele na znanje deklaracijo Evropske skupnosti in njenih držav članic, sprejeto 5.7.1991, in ponovno potrdile svojo polno zavzetost za uresničevanje predlogov Evropske skupnosti z dne 30.6.1991 z namenom zagotoviti prekinitev ognja in omogočiti pogajanja o prihodnosti Jugoslavije. V zvezi s temi predlogi so nadaljnje modalitete dogovorjene v aneksu I. 
Vse strani so se sporazumele, da morajo dosledno spoštovati naslednja načela, da bi zagotovile mirno rešitev: 
- le narodi Jugoslavije sami lahko odločajo o svoji prihodnosti
- v Jugoslaviji je nastal nov položaj, ki zahteva skrbno nadzorovanje in pogajanja med različnimi stranmi,
- s pogajanji je treba začeti takoj, najpozneje pa 1. avgusta 1991, in to o vseh vidikih prihodnosti Jugoslavije, brez kakršnihkoli pogojev in na podlagi načel iz sklepnega dokumenta iz Helsinkov in pariške listine o novi Evropi (to se nanaša predvsem na človekove pravice, vključno s pravico naroda do samoodločbe v skladu z listino ZN in ustreznimi normami mednarodnega prava, torej tudi tistimi, ki se nanašajo na ozemeljsko celovitost države),
- kolektivno predsedstvo mora imeti popolna pooblastila in mora igrati svojo politično in ustavno vlogo kar zadeva zvezne oborožene sile - vse strani se bodo vzdržale kakršnihkoli enostranskih korakov in predvsem vseh nasilnih dejanj.

Kar zadeva Evropsko skupnost in njene države članice, bodo ponudile pomoč pri iskanju mirnih in trajnih rešitev za sedanjo krizo pod pogojem, da bodo strogo upoštevane vse navedene obveznosti. V tem kontekstu ES in njene države članice sprejemajo zahteve drugih strani po ponujeni pomoči za lažji potek pogajanj. 
Pomagale bodo z nadzorovanjem napredka pogajanj, z ekspertizami za delovne skupine, ki jih bodo ustanovile zainteresirane strani, to pa vključuje med drugim pravna vprašanja, vprašanja, ki se nanašajo na človekov e pravice, vključno s pravicami narodnostnih manjšin, gospodarska in trgovinska vprašanja in vprašanja o varnosti. Glede na odločitve, ki so bile sprejete v Pragi v okviru KEVS, so se članice dogovorile, da bodo čim prej poslale komisijo za nadzor, ki naj bi pomagala pri prekinitvi ognja in nadzorovala izvajanje drugih elementov sporazuma, ki so ga dosegle jugoslovanske strani ob pomoči ES. Smernice za to pripravljalno misijo so navedene v aneksu II. 
Vse strani pozdravljajo pričakovani prihod pripravljalne misije visokih funkcionarjev 9.julija 1991 
Vse jugoslovanske strani se zavezujejo, da bodo podprle misijo za nadzor, kar ji bo med drugim zagotovilo tudi popolno zaščito in svobodo gibanja. 
Vse strani so se sporazumele, da je zaščita manjšinskega prebivalstva vitalnega pomena za uspešen izid pogajanj. Prav tako so potrdile, da bodo v tem pogledu popolnoma spoštovale svoje obveznosti, predpisane z mednarodnim pravom. 
Evropska trojka je pripravljena, da bo o razvoju položaja v zvezi s procesom pogajanj obvestila vse države članice KEVS.